# شنگ‌زونگ
امپراتور شنگ‌زونگ (به چینی:遼聖宗؛ پین‌یین:Liáo Shèngzōng؛ ۱۶ ژانویه ۹۷۲ – ۲۵ ژوئن ۱۰۳۱) در سال ۹۸۲ میلادی در ۱۲ سالگی جانشین جینگ‌زونگ گردید. از آنجا که او برای فرمانروایی بسیار جوان بود، مادرش ملکه شیائو نیابت سلطنت را بر عهده گرفت و تبدیل به فرمانروای اصلی کشور شد. امپراتور شنگ‌زونگ از ۱۴ اکتبر ۹۸۲ تا ۲۵ ژوئن ۱۰۳۱ میلادی حکومت کرد.

## جنگ با دودمان سونگ
فرمانروای مشهور دودمان سونگ، تای‌زونگ، به محض اطلاع یافتن از حکومت شاهزاده جوان لیائو، در سال ۹۸۶ میلادی به پکن - پایتخت جنوبی دودمان لیائو - حمله کرد. اگرچه پیشروی ابتدایی چینی‌ها با موفقیت انجام شد، اما ملکه شیائو، نایب‌السلطنه دودمان لیائو، با کمک سواره نظام خیتان موفق شد ارتش سونگ را شکست دهد و تا سال بعد، چندین حمله انفرادی را به قلمرو سونگ ترتیب دهد.
در ۱۰۰۴ میلادی، ارتش لیائو طی حمله‌ای گسترده به خاک سونگ موفق شد این دولت را شکست دهد. در مذاکرات صلح، چینی‌ها پذیرفتند سالیانه ۲۰۰٬۰۰۰ طاق ابریشم و ۱۰۰٬۰۰۰ اونس نقره به عنوان خراج به لیائو بپردازند.